# OFDMA
Pour les articles homonymes, voir fréquence (homonymie).
L'OFDMA (en anglais : orthogonal frequency-division multiple access) est une technique de multiplexage et de codage des données utilisée principalement dans les réseaux de téléphonie mobile de 4e et 5e génération. Ce codage radio associe les multiplexages en fréquence et temporel ; c'est-à-dire les modes « accès multiple par répartition en fréquence » (AMRF ou en anglais FDMA) et « accès multiple par répartition temporelle » (AMRT ou en anglais TDMA). Il est notamment utilisé dans les réseaux de téléphonie mobile 4G LTE, LTE Advanced, 5G New Radio et WiMAX (IEEE 802.16e).
L'OFDMA ou l'une de ses variantes sont aussi utilisées dans d'autres systèmes de radiocommunication, telles les versions récentes des normes de réseaux locaux sans fil Wi-Fi (IEEE 802.11 ax), IEEE 802.22 et WiBro ainsi que par certaines normes de télévision numérique. 
Comme pour d'autres techniques de codage permettant l'accès multiple (TDMA, FDMA ou CDMA), l’objectif est de partager une ressource radio commune (une bande de fréquence) et d’en attribuer dynamiquement une ou des parties à plusieurs utilisateurs.

## Origine
L'OFDMA et sa variante SC-FDMA sont dérivées du codage OFDM (utilisé par exemple sur les liens ADSL, DOCSIS 3.1 et dans certains réseaux WiFi), mais contrairement à l'OFDM, l'OFDMA permet et est optimisé pour l’accès multiple, c’est-à-dire le partage de la ressource spectrale (bande de fréquence) entre de nombreux utilisateurs distants les uns des autres. L’OFDMA est compatible avec la technique des antennes MIMO. 
L’OFDMA a été développé comme une alternative au codage CDMA, utilisé dans les réseaux 3G UMTS et CDMA2000. L’OFDMA est principalement utilisé dans le sens de transmission downlink (antenne-relais vers terminal) des réseaux mobiles car il permet pour une même largeur spectrale, un débit binaire plus élevé grâce à sa grande efficacité spectrale (nombre de bits transmis par hertz) et à sa capacité à conserver un débit élevé même dans des environnements défavorables avec échos et trajets multiples des ondes radio.
Ce codage (tout comme le CDMA utilisé dans les réseaux mobiles 3G) permet un facteur de réutilisation des fréquences égal à « 1 », c’est-à-dire que des cellules radio adjacentes peuvent réutiliser les mêmes fréquences hertziennes.

## Principes
Le codage OFDMA consiste en un codage et une modulation numérique d'un ou plusieurs signaux binaires pour les transformer en échantillons numériques destinés à être émis sur une (ou plusieurs) antennes radio après conversion numérique/analogique ; réciproquement, en réception, le signal radio reçoit le traitement inverse.

Modulations radio OFDMA et SC-FDMA : codage et conversions numérique/analogique. Glossaire : DFT (Discrete Fourier Transform) : Transformée de Fourier discrète, Subcarrier Equalization : Égalisation des sous-porteuses, IDFT : DFT inverse, CP (Cyclic Prefix) : Préfixe cyclique, PS (Pulse Shaping) : mise en forme des impulsions, S-to-P : Transformation Série-Parallèle, DAC (Digital-Analog Converter) : Convertisseur numérique-analogique, RF (Radio Frequency) : Fréquence radio.
Les blocs en jaune (seconde transformée de Fourier et conversion série/parallèle associée) sont spécifiques au SC-FDMA.

Le principe de l'OFDMA est de répartir sur un grand nombre de sous-porteuses les données numériques que l'on veut transmettre, ce qui induit, pour un débit global donné, un débit binaire beaucoup plus faible sur chacun des canaux de transmission ; la durée de chaque symbole est ainsi beaucoup plus longue (66,7 µs pour le LTE) que s'il n'y avait qu'une seule porteuse. Cela permet de limiter les problèmes d'interférences inter-symboles et de fading (forte atténuation du signal) liés aux « chemins multiples de propagation » qui existent dans les liaisons radio de moyenne et longue portées car quand le débit binaire sur une porteuse est élevé, l'écho d'un symbole arrivant en retard à cause d’une propagation multitrajets perturbe le ou les symboles suivants ; plus la durée du symbole est longue, moins les symboles suivants sont perturbés. 

La figure suivante décrit l'utilisation des sous-porteuses en LTE : celles en noir, en vert et bleu (les plus nombreuses) transportent les données des utilisateurs, celles en rouge, les informations de synchronisation et de signalisation entre les 2 extrémités de la liaison radio. 

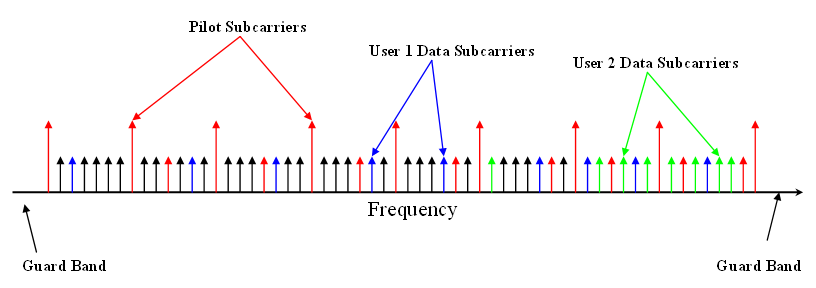
Représentation et rôle des sous-porteuses

Un filtrage séparé de chaque sous-porteuse n'est pas nécessaire pour le décodage dans le terminal récepteur, une « transformée de Fourier » FFT est suffisante pour séparer les sous-porteuses l'une de l'autre (dans le cas du LTE, il y a jusqu'à 1 200 porteuses indépendantes par sens de transmission).
Orthogonalité (le « O » de OFDMA) : en utilisant des signaux orthogonaux les uns aux autres pour les sous-porteuses contiguës, on évite les interférences mutuelles. Ce résultat est obtenu en ayant un écart de fréquence entre les sous-porteuses égal à la fréquence des symboles sur chaque sous-porteuse (l'inverse de la durée du symbole). Cela signifie que lorsque les signaux sont démodulés, il y a un nombre entier de cycles dans la durée d'un symbole et la contribution aux interférences de deux porteuses orthogonales est égale à zéro ; en d'autres termes, le produit scalaire entre chacune des sous-porteuses est nul pendant la durée de transmission d'un symbole.
Dans les réseaux mobiles LTE et 5G phase 1, la durée du symbole est 66,7 µs, soit une fréquence de 15 kHz, ce qui correspond aussi à l'écart entre les fréquences de deux sous-porteuses contiguës. Dans les versions des normes Wi-Fi (IEEE 802.11g, n et ac), la durée de chaque symbole est de 3,2 µs, soit une fréquence et un écart entre les sous-porteuses de 312,5 kHz. La norme Wi-Fi plus récente 802.11ax (2020) divise par quatre l'écart en fréquence entre deux sous porteuses (78,125 kHz) et multiplie par quatre le nombre de sous-porteuses.

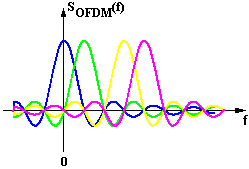
Exemple de modulation OFDM/OFDMA avec 4 sous-porteuses orthogonales.

L’orthogonalité des sous-porteuses permet un resserrement de leurs fréquences et donc une plus grande efficacité spectrale (voir dessin) ; cela évite d’avoir une « bande de garde » entre chaque sous-porteuse.
Un préfixe cyclique (sigle « CP » dans le dessin ci-dessus) est utilisé dans les transmissions OFDMA, afin de conserver l’orthogonalité et les propriétés sinusoïdales du signal sur les canaux à trajets multiples. Ce préfixe cyclique est ajouté au début des symboles émis, il sert aussi d'intervalle de garde, c'est-à-dire un temps entre deux symboles, pendant lequel il n'y a aucune transmission de données utiles ; cela permet d'éviter (ou de limiter) les interférences inter-symboles.
Dans la partie radio (eUTRAN) des réseaux mobiles LTE, deux durées différentes de préfixe cyclique sont définies pour s’adapter à des temps de propagation différents du canal de transmission ; ces temps dépendent de la taille de la cellule radio et de l'environnement : un préfixe cyclique normal de 4,7 μs (utilisé dans les cellules radio de moins de 2 à 3 km de rayon, les plus nombreuses), et un préfixe cyclique étendu de 16,6 μs utilisable dans les grandes cellules radio ; ces préfixes représentent de 7 à 25 % de la durée d’un symbole et réduisent donc un peu le débit utile, surtout dans les grandes cellules (zones rurales).

## Avantages et inconvénients
La présence de nombreuses sous-porteuses indépendantes permet d'adapter facilement la puissance d'émission de la station de base sur chaque canal au niveau minimum suffisant pour une bonne réception par chaque utilisateur (qui est fonction de la distance avec l'antenne-relais). 
Il est aussi possible, grâce au nombre variable de sous-porteuses attribuables à un terminal, d'accroître la portée de l'émetteur radio d'un smartphone lorsqu'il est éloigné de l'antenne réceptrice, tout en respectant la limite de sa puissance globale d’émission (ex : 200 mW maximum pour un téléphone mobile LTE) ; cela est réalisé en concentrant la puissance émise sur un petit nombre de sous-porteuses (plus précisément sur un faible nombre de Resource blocks) ; cette optimisation se fait au détriment du débit.
Le codage OFDMA a pour contrainte d’imposer une synchronisation très précise des fréquences hertziennes et des horloges des récepteurs et des émetteurs afin de conserver l’orthogonalité des sous-porteuses et d'éviter les interférences.
Ce codage est associé (dans les réseaux LTE, Wi-Fi et WiMAX) à des modulations de type QPSK ou QAM utilisées sur chacun des canaux (groupes de sous-porteuses), chaque canal visant un utilisateur. Les divers canaux peuvent utiliser au même instant des modulations différentes, par exemple QPSK et QAM-64, pour s'adapter aux conditions radio locales et à la distance séparant l'antenne de chaque terminal.
Pour les liaisons uplink (sens terminal vers station de base) des réseaux mobiles 4G « LTE », c’est la variante SC-FDMA qui est utilisée, car ce codage permet de diminuer la puissance électrique crête et donc le coût du terminal et d'augmenter l'autonomie de la batterie des smartphones ou des tablettes tactiles, grâce à un PAPR (peak-to-average power ratio) plus faible que celui de l'OFDMA.